# لارا سانت جون
لارا سانت جون هي موسيقية كندية، ولدت في 15 أبريل 1971 في لندن في كندا.

## وصلات خارجية
- الموقع الرسمي
- لارا سانت جون على موقع IMDb (الإنجليزية)
- لارا سانت جون على موقع ميوزك برينز (الإنجليزية)
- لارا سانت جون على موقع ديسكوغز (الإنجليزية)